# Elitserien i handboll för damer 1997/1998
Elitserien i handboll för damer 1997/1998 spelades som grundserie och vanns av IK Sävehof, och som fortsättningsserie, vilken också den vanns av IK Sävehof. Sävsjö HK vann dock det svenska mästerskapet efter slutspel.

## Sluttabell[1]

### Grundserien
| Nr | Lag                   | Matcher | Vinst | Oavgjort | Förlust | +/-     | Poäng |
| -- | --------------------- | ------- | ----- | -------- | ------- | ------- | ----- |
| 1  | IK Sävehof            | 16      | 16    | 0        | 0       | 459-302 | 32    |
| 2  | Stockholmspolisens IF | 16      | 12    | 0        | 4       | 461-340 | 24    |
| 3  | Sävsjö HK             | 16      | 11    | 0        | 5       | 449-386 | 22    |
| 4  | Skuru IK              | 16      | 8     | 1        | 7       | 350-360 | 17    |
| 5  | Skara HF              | 16      | 8     | 0        | 8       | 367-356 | 16    |
| 6  | Skånela IF            | 16      | 7     | 2        | 7       | 358-374 | 16    |
| 7  | HP Warta              | 16      | 7     | 1        | 8       | 326-341 | 14    |
| 8  | Eslövs IK             | 16      | 7     | 1        | 8       | 376-426 | 13    |
| 9  | Irsta Västerås        | 16      | 6     | 1        | 9       | 372-367 | 13    |
| 10 | Skövde HF             | 16      | 6     | 0        | 10      | 332-396 | 12    |
| 11 | HF Norrköping         | 16      | 4     | 0        | 12      | 305-354 | 8     |
| 12 | Kvinnliga IK Sport    | 16      | 1     | 0        | 15      | 285-438 | 2     |

### Fortsättningsserien
| Nr | Lag                   | Matcher | Vinst | Oavgjort | Förlust | +/-     | Poäng |
| -- | --------------------- | ------- | ----- | -------- | ------- | ------- | ----- |
| 1  | IK Sävehof            | 30      | 26    | 2        | 2       | 832-580 | 54    |
| 2  | Stockholmspolisens IF | 30      | 26    | 0        | 4       | 866-621 | 52    |
| 3  | Sävsjö HK             | 30      | 20    | 2        | 8       | 811-698 | 42    |
| 4  | HP Warta              | 30      | 13    | 2        | 5       | 624-637 | 28    |
| 5  | Skuru IK              | 30      | 12    | 2        | 16      | 634-682 | 26    |
| 6  | Skånela IF            | 30      | 11    | 4        | 15      | 635-703 | 26    |
| 7  | Skara HF              | 30      | 11    | 0        | 19      | 638-707 | 22    |
| 8  | Eslövs IK             | 30      | 9     | 1        | 20      | 674-825 | 19    |

## Slutspel om svenska mästerskapet[1]

### Kvartsfinaler: bäst av tre
- ?? 1998: HP Warta-Skuru IK 19-21
- ?? 1998: Sävsjö HK-Skånela IF 23-18

- ?? 1998: Skuru IK-HP Warta 19-24
- ?? 1998: Skånela IF-Sävsjö HK 26-27

- ?? 1998: HP Warta-Skuru IK 20-14 (HP Warta vidare med 2-0 i matcher)

### Semifinaler: bäst av tre
- ?? 1998: IK Sävehof-HP Warta 22-21
- ?? 1998: Stockholmspolisens IF-Sävsjö HK 27-29 förlängning

- ?? 1998: HP Warta-IK Sävehof 16-22
- ?? 1998: Sävsjö HK-Stockholmspolisens IF 20-17

### Finaler: bäst av fem
- ?? 1998: IK Sävehof-Sävsjö HK 29-27
- ?? 1998: Sävsjö HK-IK Sävehof 22-20 förlängning
- ?? 1998: IK Sävehof-Sävsjö HK 28-26
- ?? 1998: Sävsjö HK-IK Sävehof 14-13
- ?? 1998: IK Sävehof-Sävsjö HK 21-25 (Sävsjö HK svenska mästarinnor med 3-2 i matcher)

## Skytteligan
- Lena Bengtsson, IK Sävehof - 29 matcher, 225 mål[2]

### Fotnoter
1. 1 2   Handbollboken 1998/99. 1998. sid. 238
2. ↑  ”Skyttedrottningar 1984–2012”. Svenska Handbollsförbundet. 2011 – 2012. Arkiverad från originalet den 21 april 2013. https://web.archive.org/web/20130421230635/http://www.svenskhandboll.se/ImageVaultFiles/id_2945/cf_31/Elit_Damer_Skyttedrottningar.PDF. Läst 29 juni 2014.